# G-14
██ Članovi G-14
██ Ostali članovi UEFA-e
G-14 je bila organizacija europskih nogometnih klubova, koja je djelovala u razdoblju od 2000. do 2008. godine. Osnovana je u rujnu 2000. od strane 14 vodećih europskih klubova. Novi članovi mogli su biti primljeni samo uz pozivnicu. U kolovozu 2002. pridružila su se još četiri kluba, ali je organizacija zadržala izvorno ime. 
Organizacija G-14 obuhvaćala je 18 klubova iz sedam različitih zemalja koji su zajedno osvojili preko 250 nacionalnih naslova prvaka, a Ligu prvaka su osvojili 41 put.
Dana 15. siječnja 2008. predsjednik UEFA-e Michel Platini objavio je da će se udruga G-14 raspustiti, nakon što je UEFA klubovima-članicama obećala razne ustupke, između ostalog i novčane kompenzacije za nastupe nogometaša za svoje reprezentacije.
Udrugu G-14 je zamijenilo Europsko udruženje klubova, koje će imati više od 100 članica. Svaka od 53 europske zemlje će imati bar po jednog člana.

## Članovi
- Internazionale (Italija)
- Juventus (Italija)
- Milan (Italija)
- Liverpool (Engleska)
- Manchester United (Engleska)
- Marseille (Francuska)
- Paris Saint-Germain (Francuska)
- Bayern München (Njemačka)
- Borussia Dortmund (Njemačka)
- Ajax (Nizozemska)
- PSV Eindhoven (Nizozemska)
- Porto (Portugal)
- Barcelona (Španjolska)
- Real Madrid (Španjolska)

Novi članovi, od 2002.:
- Arsenal (Engleska)
- Lyon (Francuska)
- Bayer Leverkusen (Njemačka)
- Valencia (Španjolska)

## Vanjske poveznice
- Službena stranica